# جيمس ليزلي
جيمس ليزلي (بالإنجليزية: James Leslie)‏ هو سياسي كندي، ولد في 4 سبتمبر 1786 في المملكة المتحدة، وتوفي في 6 ديسمبر 1873 بمونتريال في كندا. حزبياً، نشط في حزب كندا المحافظ. وقد انتخب عضو مجلس الشيوخ الكندي.